# Merülés (hajózás)

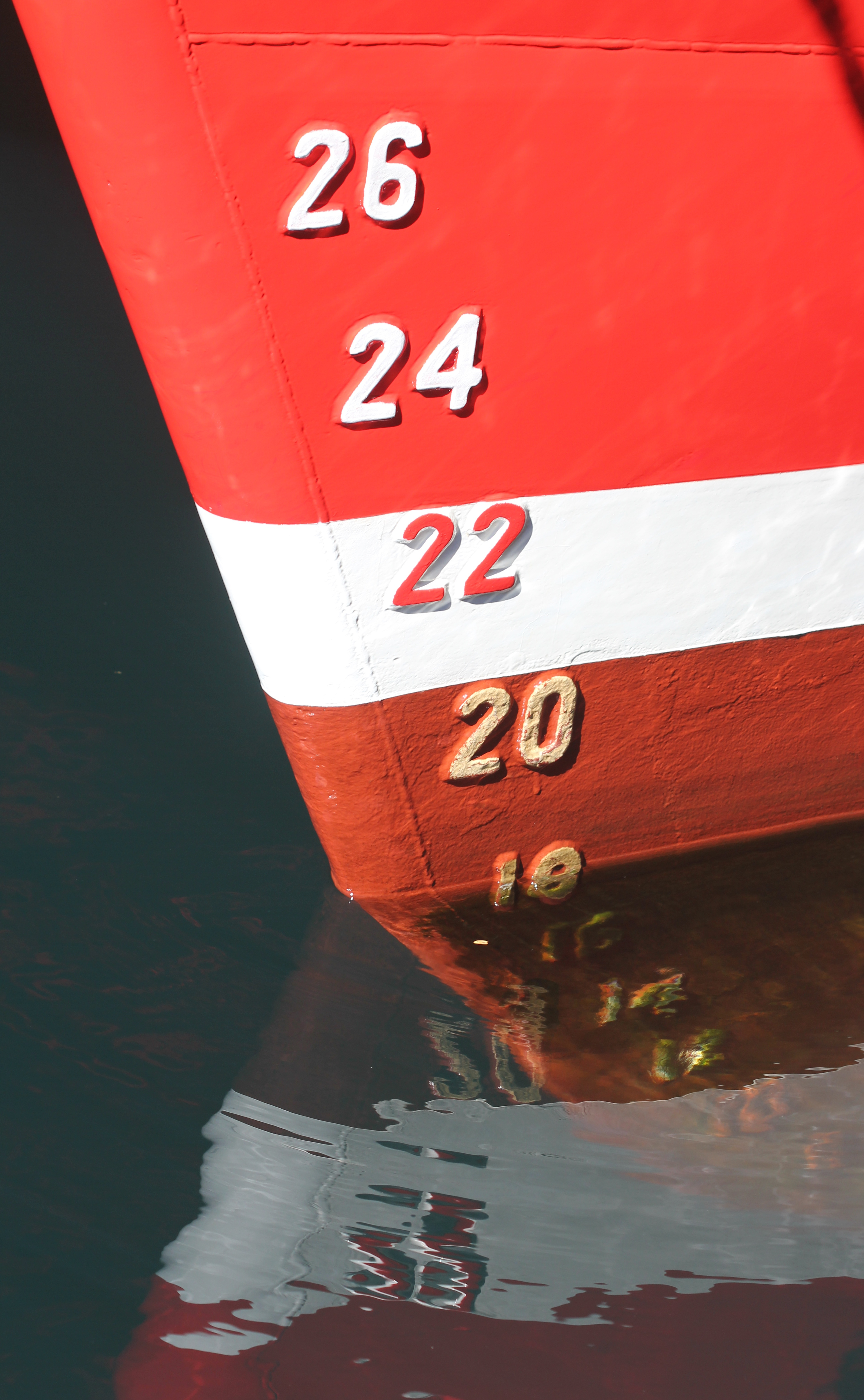
Merülési jelek a hajó orrán

Egy hajótest merülése a merülési vonal és a hajótest alja (hajógerinc) közti függőleges távolság a hajótest vastagságát is beleértve. Amennyiben ez utóbbit nem számoljuk bele, akkor a szűkebb merülést kapjuk. A merülés megadja azt a minimális vízmélységet, ahol a hajó vagy csónak még biztonságosan hajózhat.[forrás?] A merülés használható még a számított teljes vízkiszorítás és Arkhimédész törvényének alkalmazásával a fedélzeti áru tömegének meghatározására. A hajógyár által készített táblázat minden merüléshez megadja a vízkiszorítást. Ilyenkor a víz sűrűségét (sós vagy édes) és a hajó bunkereinek tartalmát kell figyelembe venni. A szorosan kapcsolódó "bólintás" kifejezést az orr- és a tatmerülés különbségeként határozzák meg.

## Hajók merülései

Metrikus orrmérce

Római számokkal jelölt angol rendszerű orrmérce

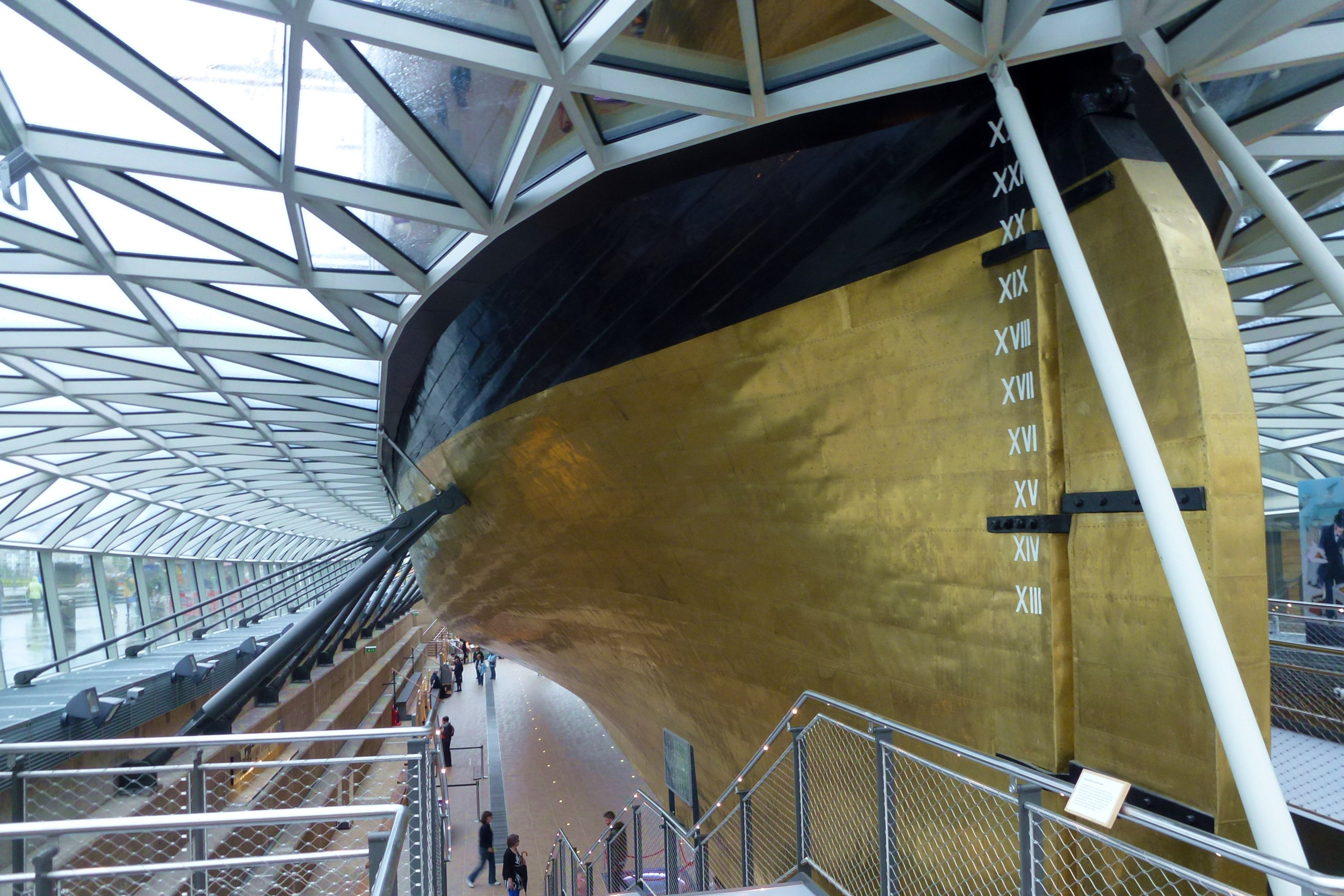
A Cutty Sark tükrén használt angol rendszer

Egy hajó leírásához használt dimenziók grafikus ábrázolása. A "d" dimenzió a merülés

- A tat (tükör) merülésének a mérése a tükör merőlegesére történik.
- Az elülső (orr) merülésének a mérése az orr merőlegesére történik.
- A közepes merülést a tükör és orr merülésének átlagából számolva kapjuk, korrigálva a vízszint változásával és az átlagos merőlegest figyelembe véve az F helyzetének értékével.[forrás?]
- A hajó trimje az elülső és tat merülésének különbsége. Ha a tat merülése nagyobb, a jármű trimje negatívnak tekintendő, és pozitív, ha az elülső merülése a nagyobb.[2] Ilyen esetben gyakran hivatkoznak rá "fejjel lefelé" levőként.

A kereskedelmi hajózás területén a hajó merüléseként általában a közepes merülés kerül megadásra. Azonban navigációs helyzetekben, a maximális merülés, általában a tat merülése lesz ismert a hídon, és ezt fogják megosztani a révkalauzzal.

### A merülés módosulásai
Egy hajó merülését több tényező befolyásolhatja, nem is említve itt a vízkiszorítás miatti emelkedésről és süllyedésről:
- Trim módosulása
- Módosulása a dőlés miatt
- Módosulása a vízszint változása miatt[pontosítás szükséges]
- Az édesvízi merülés módosulásának meghatározása az édesvízből a tengervízbe és visszafelé való áthaladáskor
- A változó hőmérséklet sekély vizekben való hajózás esetén[forrás?]
- Módosulás a hajó sekély vizekben való haladása miatt, vagy squat

## Merülési mérce
A merülés mérése egy "sávos" mércével történik az orrnál és a taton, egyes hajóknál az átlagos merőlegesnél történő mérés is használatos. A mérce hagyományos angol vagy metrikus egységeket használhat. Angol rendszer esetén minden egyes jel alja a merülést jelenti lábban, a jelek közti távolság 6 hüvelyk. Metrikus jelölési rendszerben minden egyes merülési jel alja a merülést jelöli deciméterben, és minden jel egy deciméter magas.
A merülési mércét a hajótestre korábban szegecselték, majd egy ideig a festett jelölés volt használatban. Manapság a fémtestű hajóknál hegesztik.

## A merülés következményei

### Nagy hajók
Amikor a nagyobb hajók könnyűek (rakomány nélkül), megpróbálnak egy átlagos merülést tartani, hogy így javítsák a tengeri átkelésüket és csökkentsék a szél hatását (a billentő erő magas középpontját). Ennek elérése érdekében a rakomány kirakodása után, a hajó stabilitására hajóballasztot használnak.
Egy nagy hajó merülésének közvetlen kapcsolata a stabilitásával kis mértékű, mert a stabilitás kizárólag a hajótest metacentruma és a tömegközéppont egymáshoz való helyzetétől függ. Igaz azonban az is, hogy egy "könnyű" hajónak meglehetősen magas a stabilitása, ami a hajó túlzott dőlését okozhatja (a tehetetlenség miatt). Egy teljesen megrakott (nagy merülésű) hajónak erős, vagy épp ellenkezőleg gyenge stabilitása is lehet, attól függően, hogyan van a hajó megrakodva (a tömegközéppont magassága).
A hajó merülése nőhet, ha sekély vizekben mozog, ez a jelenség squat (guggolás) néven ismert (a mozgó hajót lefelé húzó alacsonyabb nyomás, mint hidrodinamikai hatás hajós kifejezése).
A merülés jelentős tényező, amely korlátozza a hajózható víziutakat, különösen nagy hajók esetén. Természetesen ide tartoznak a sekély parti vizek és zátonyok, de néhány nagy hajózási útvonal is. A Panamax osztályú hajóknak, a legnagyobb hajóknak, melyek képesek áthaladni a Panama-csatornán, van egy merülési korlátjuk (és egy "légi merülési" korlátjuk a hidak alatti átkeléshez), de általában a szélességük korlátozza őket, esetenként a teljes hossz, hogy beférjenek a zsilipkamrákba. Ehhez képest a sokkal szélesebb Szuezi-csatornában a merülés a korlátozó tényező a Suezmax hajók esetében. Egyes szupertankerek képesek áthaladni a Szuezi-csatornán rakomány nélkül, vagy félig megrakodva, de nem teljes rakománnyal. 
Nem a csatornák az egyetlen merülés-korlátozott hajózási útvonalakat. A Malaccamax hajók azok a maximális merülésű hajók, amelyek képesek átkelni a nagyon forgalmas, de viszonylag sekély Malaka-szoroson. Csak pár nagy méretű hajó képes erre.

### Szabadidőhajók
A kis merülés lehetővé teszi a szabadidőhajók számára, hogy sekélyebb vizeken hajózzanak. Így ezeknek a hajóknak lehetőségük van a kisebb kikötők elérésére, folyami hajózásra, sőt a hajó "strandkikötésére" is.
A nagy merülés erős szélben biztosítja a jó stabilitási szintet, mivel a tömegközéppont alacsonyabban van (a hajógerinc feletti ballaszttal). Példa lehet erre egy 1,2 m merülésű és 8,9 m hosszú sárkányhajó, ahol a ballaszt nagyon alacsonyan, a hajógerincbe kerül.
A katamaránhoz hasonló hajók kis merülés melletti jó stabilitásukkal megoldást nyújthatnak a problémára, de ezzel nő a hajó szélessége.

### Tengeralattjárók
A különböző tengeri mélységekbe lemerülni képes tengeralattjárók esetén a hajógerinc-mélység kifejezést használják a víz felszíne és a tengeralattjáró gerincének alja közti tényleges távolság kifejezésére. Ez hajózáskor használatos a víz alatti akadályoknak és az óceán fenekének való ütközés elkerülésére, valamint a tengeralattjáró mélységmérésénél hivatkozási pontként.
A tengeralattjárók felszíni üzemben, ill. kikötőkben és dokkokban való hajózásnál általában rendelkeznek egy jellemző merüléssel.

## Fordítás
- Ez a szócikk részben vagy egészben  a   Draft (hull) című angol Wikipédia-szócikk ezen változatának fordításán alapul.  Az eredeti cikk szerkesztőit annak laptörténete sorolja fel. Ez a jelzés csupán a megfogalmazás eredetét és a szerzői jogokat jelzi, nem szolgál a cikkben szereplő információk forrásmegjelöléseként.